# دیوار آتلانتیک
دیوار آتلانتیک (آلمانی: Atlantikwall) یک سیستم وسیع استحکامات دفاعی ساحلی بود که طی سال‌های ۱۹۴۲ تا ۱۹۴۴ میلادی توسط آلمان نازی در امتداد خطوط ساحلی اروپای قاره‌ای و اسکاندیناوی و به جهت دفاع از مرزهای رایش سوم در برابر حمله احتمالی از سوی بریتانیا در جریان جنگ جهانی دوم کشیده شده بود. این استحکامات توسط ارتش آلمان و گاهی لوفت‌وافه مورد استفاده قرار می‌گرفت. نیروی دریایی از سیستم دفاعی دیگری استفاده می‌کرد.
هیتلر در سال ۱۹۴۲ دستور ساخت این استحکامات را صادر نمود. در ساخت آن از بیش از یک میلیون کارگر فرانسوی استفاده شد. دستگاه پروپاگاندا در آلمان نازی مرتباً بر روی این دیوار مانور می‌داد و دربارهٔ وسعت و قدرت آن اغراق می‌نمود. این استحکامات خطوط تیربار، خمپاره‌انداز، توپخانه و هزاران نفر از سربازان آلمانی را شامل می‌شد که در امتداد این دیوار مستقر بودند. در جریان عملیات نپتون در ژوئن ۱۹۴۴ که متفقین به نرماندی حمله بردند، بخش وسیعی از این استحکامات به مدت چندین ساعت مورد حمله قرار گرفت. امروزه بقایای این دیوار هم‌چنان وجود دارد، اما بخشی از آن به داخل اقیانوس فرو ریخته و بخشی نیز طی سال‌ها از بین رفته است.